# كارينا جونسون
كارينا جونسون (بالدنماركية: Karina Johnson)‏ هي متزلجة فنية دنماركية، ولدت في 1 مايو 1991 في West Hills, Los Angeles ‏ في الولايات المتحدة.

## وصلات خارجية
- كارينا جونسون على موقع الاتحاد الدولي للتزلج (الإنجليزية)